# Sainte-Radegonde, Deux-Sèvres

Sainte-Radegonde este o comună în departamentul Deux-Sèvres, Franța. În 2009 avea o populație de 1,952 de locuitori.